# Jan Kůs
Jan Kůs (1852 Libákovice – ???) byl rakouský a český rolník a politik, na konci 19. století poslanec Českého zemského sněmu.

## Biografie
Profesí byl rolníkem v Libákovicích. Koncem 19. století se uvádí jako starosta obce, člen okresního zastupitelstva a okresní školní rady v Přešticích. Zasedal ve vedení přeštické hospodářské záložny. Zasloužil se o prosazení výstavby obecní školy v Libákovicích.
V 90. letech 19. století se zapojil i do zemské politiky. V doplňovacích volbách v říjnu 1892 byl zvolen v kurii venkovských obcí (volební obvod Přeštice, Nepomuk) do Českého zemského sněmu. Mandát zde obhájil i v řádných volbách v roce 1895. Politicky patřil k mladočeské straně. Ve volbách v roce 1901 se kandidatury vzdal.